# الیسون جنی
آلیسون بروکس جانی (انگلیسی: Allison Brooks Janney؛ زادۀ ۱۹ نوامبر ۱۹۵۹) بازیگر آمریکایی است. در طول سه دهۀ فعالیت حرفه‌ای، او به دلیل ایفای نقش‌های گوناگون در ژانرهای مختلف سینما و تئاتر شناخته می‌شود. جانی افتخارات گوناگونی از قبیل یک جایزۀ اسکار، یک جایزۀ بفتا، یک جایزۀ گلدن گلوب و هفت جایزۀ امی دریافت کرده و دو بار نامزد جایزۀ تونی شده‌است.
جانی که در بوستون متولد و در دیتون، اوهایو بزرگ شده‌بود پس از فارغ‌التحصیلی از کالج کنیون بورسیه تحصیلی در آکادمی سلطنتی هنرهای دراماتیک را دریافت کرد. پس از سال‌ها حضور جزئی در فیلم و تلویزیون، موفقیت جانی با ایفای نقش سی. جی. کرگ در مجموعۀ درام سیاسی بال غربی (۲۰۰۶–۱۹۹۹) اتفاق افتاد که برایش چهار جایزۀ امی به همراه داشت. در سال ۲۰۱۴، او برای بازی در نقش مارگارت اسکالی در درام کارشناسان سکس برنده جایزۀ امی ساعات پربیننده بهترین بازیگر زن مهمان در مجموعۀ درام شد. جانی به موجب به تصویر کشیدن بانی پلانکت، یک معتاد بدبین در حال بهبودی در مجموعۀ تلویزیونی کمدی موقعیت مام (۲۰۲۱–۲۰۱۳) شش بار نامزد دریافت جایزۀ امی شد که موفق به کسب دو جایزۀ بهترین بازیگر مکمل زن در مجموعه تلویزیونی کمدی شده‌است.
جانی اولین حضور حرفه‌ای خود در تئاتر را با تولید آف برادوی خانم‌ها (۱۹۸۹) رقم زد و این روند را با حضور در تولیدات مشابه ادامه داد. او در سال ۱۹۹۶ نخستین حضور خود در برادوی را با احیای نمایش خنده تقدیم می‌کند تجربه کرد. جانی دو جایزۀ دراما دسک دریافت کرده و نامزد دو جایزۀ تونی شده‌است: بهترین بازیگر زن در یک نمایشنامه برای ایفای نقش در احیای برادوی از نمایش چشم‌اندازی از پل (۱۹۹۷) و بهترین بازیگر زن موزیکال برای بازی در تولید برادوی از موزیکال ۹ تا ۵ (۲۰۰۹).
از نقش‌های سینمایی جانی می‌توان به رنگ‌های اصلی (۱۹۹۸)، ۱۰ چیز درباره تو که ازشان متنفرم (۱۹۹۹)، آخر خوشگل‌ها (۱۹۹۹)، زیبای آمریکایی (۱۹۹۹)، پرستار بتی (۲۰۰۰)، ساعت‌ها (۲۰۰۲)، اسپری مو (۲۰۰۷)، جونو (۲۰۰۷)، خدمتکاران (۲۰۱۱)، تمی (۲۰۱۴)، بازنویسی (۲۰۱۴)، جاسوس (۲۰۱۵)، تلولا (۲۰۱۶)، دختری در قطار (۲۰۱۶)، آموزش بد (۲۰۱۹) و بامشل (۲۰۱۹) اشاره کرد. همچنین او به عنوان صداپیشه در فیلم‌های پویانمایی در جستجوی نمو (۲۰۰۳)، آن سوی پرچین (۲۰۰۶)، مینیون‌ها (۲۰۱۵) و خانواده آدامز (۲۰۱۹) حضور داشته‌است. او به خاطر ایفای نقش مکمل در کمدی سیاه من تونیا هستم (۲۰۱۷) برنده جایزۀ اسکار، جایزۀ بفتا و جایزۀ گلدن گلوب شد.

## زندگی
جنی در ۱۹ نوامبر ۱۹۵۹ در بوستون، ماساچوست به دنیا آمد و در دیتون، اوهایو بزرگ شد. او دختر میسی بروکس جنی (نیز پوتنام)، یک بازیگر، و جرویس اسپنسر جنی جونیور، یک توسعه دهنده املاک، مستغلات و نوازنده جاز است. او دو برادر دارد به نام‌های هال و جی.
او با حضور در دره مدرسه میامی در دیتون، جایی که او مدرسه هاچکیس در کانکتیکات که در آن زمان او در این مدرسه به اسم Alumna حضور یافت. جنی ابتدا آرزو یک اسکیت باز حرفه ای با قدی بلند را داشت، اما یک تصادف عجیب در دوران نوجوانی او به این رؤیا پایان داد. او در کالج کنیون در گامبیر، اوهایو حضور یافت و در آنجا در رشته تئاتر تحصیل کرد.

## حرفه
اولین نقش‌های جنی در تلویزیون به‌عنوان فویل‌های کمدی در سریال‌های تلویزیونی بود: او ابتدا برای مدت کوتاهی در سریال «همان‌طور که جهان می‌چرخد» نقش کمینسکی را ایفا کرد و پس از آن دو سال به عنوان یکی از خدمتکاران را در در فیلم «اسپولدینگ، گینگر ون گودینگ دیکشنری»، را بازی کرد. در بهار ۱۹۹۴، او در فینال فصل قانون و نظم ظاهر شد، به عنوان یک شاهد اکراه علیه یکی از اعضای اوباش روسی.
جنی در تعدادی از فیلم‌ها با نقش‌هایی در اندازه‌های مختلف ظاهر شده‌است، از جمله فیلم‌های دهه ۱۹۹۰ زیبایی آمریکایی، شیء عشق من، شب بزرگ، فریب‌کاران (فیلم)، رها کردن مردگان، زیبا، طوفان یخ (فیلم) و ده چیزی که از تو متنفرم. و فیلم‌های دهه ۲۰۰۰ پرستار بتی، ساعت‌ها، انقلاب زمستانی (فیلم)، رنگ‌های اصلی (فیلم) و نقش قابل توجهی در انیمیشن در جستجوی نمو و ستاره دریایی داشته‌است. در سال ۲۰۰۶، جنی در فیلم‌های مارگارت و بر فراز پرچین، یک انیمیشن کمدی، نقش‌های برجسته‌ای را ایفا کرد.
در سال ۱۹۹۹، او برای نقش سخنگو ریاست جمهوری، سی‌جی‌کرگ در درام تلویزیونی وست وینگ انتخاب شد. جنی برای این بازی خود چهار جایزه امی ساعات را دریافت کرد.

## فیلم‌شناسی

### فیلم
| سال  | عنوان                                    | نقش                   | یادداشت |
| ---- | ---------------------------------------- | --------------------- | ------- |
| ۱۹۸۹ | چه کسی به پاتاکانگو شلیک کرد؟            | خانم پنی              |         |
| ۱۹۹۴ | گرگ                                      | مهمان                 |         |
| ۱۹۹۴ | معجزه در خیابان سی و چهارم               | زنی در مغازه          |         |
| ۱۹۹۴ | راه کابوی                                |                       |         |
| ۱۹۹۴ | مرده خنده‌دار                             |                       |         |
| ۱۹۹۶ | شب بزرگ                                  | آن تراویس             |         |
| ۱۹۹۷ | طوفان یخ                                 | دات هالفورد           |         |
| ۱۹۹۷ | قسمت‌های خصوصی                            |                       |         |
| ۱۹۹۷ | جولیان پو                                |                       |         |
| ۱۹۹۸ | رنگ‌های اصلی                              | خانم والش             |         |
| ۱۹۹۸ | فریبکار                                  |                       |         |
| ۱۹۹۸ | چیز مورد علاقه من                        | کنستانس میلر          |         |
| ۱۹۹۸ | شش روز، هفت شب                           | مارجوری               |         |
| ۱۹۹۸ | ستاره مشهور                              | اولین آیزاکس          |         |
| ۱۹۹۹ | ۱۰ چیز درباره تو که ازشان متنفرم         | خانم پرکی             |         |
| ۱۹۹۹ | آخر خوشگل‌ها                              | لورتا                 |         |
| ۱۹۹۹ | زیبای آمریکایی                           | باربارا فیتس          |         |
| ۲۰۰۰ | پرستار بتی                               | لیلا برانچ            |         |
| ۲۰۰۲ | ساعت‌ها                                   | سالی لستر             |         |
| ۲۰۰۳ | نحوه برخورد                              |                       |         |
| ۲۰۰۳ | در جستجوی نمو                            | پیچ                   | صداپیشه |
| ۲۰۰۴ | انقلاب زمستانی                           | مولی ریپکین           |         |
| ۲۰۰۴ | پیکادلی جیم                              | یوجینا کروکر          |         |
| ۲۰۰۵ | غریبه‌ها با آبنبات                        | آلیس                  |         |
| ۲۰۰۵ | کاملاً مال خودمان                         | جوانا ویتفیلد         |         |
| ۲۰۰۵ | شادی در دوزهای کم                        |                       |         |
| ۲۰۰۶ | آن سوی پرچین                             | گلدیس شارپ            | صداپیشه |
| ۲۰۰۷ | اسپری مو                                 | پرودی                 |         |
| ۲۰۰۷ | جونو                                     | برندا «برن» مک‌گاف     |         |
| ۲۰۰۷ | لمسی احساسی                              |                       |         |
| ۲۰۰۸ | مردم زیبا و زشت                          | سوزانا                |         |
| ۲۰۰۹ | جایی که می‌رویم                           | لیلی اندرسون          |         |
| ۲۰۰۹ | زندگی در زمان جنگ                        | تریش میپل وود         |         |
| ۲۰۱۱ | مارگارت                                  | مونیکا پترسون         |         |
| ۲۰۱۱ | خدمتکاران                                | شارلوت فلن            |         |
| ۲۰۱۱ | پرتقال‌ها                                 | کتی                   |         |
| ۲۰۱۲ | هزار کلمه                                | سامانتا               |         |
| ۲۰۱۲ | رعدوبرق‌خورده                             | شریل فیلیپس           |         |
| ۲۰۱۲ | لیبرال آرتس                              | پروفسور جودیت فیرفیلد |         |
| ۲۰۱۳ | روزها و شب‌ها                             | الیزابت               |         |
| ۲۰۱۳ | کلمات بد                                 | دکتر برنیس            |         |
| ۲۰۱۳ | به من اعتماد کن                          | مگ                    |         |
| ۲۰۱۴ | تمی                                      | دب                    |         |
| ۲۰۱۴ | آقای پیبادی و شرمن                       | خانم گرونیون          | صداپیشه |
| ۲۰۱۴ | بازنویسی                                 | مری                   |         |
| ۲۰۱۴ | برخیز                                    | کتی                   |         |
| ۲۰۱۴ | درخشان‌ترین ستاره                         | ستاره شناس            |         |
| ۲۰۱۵ | داف                                      | دوتی پایپر            |         |
| ۲۰۱۵ | جاسوس                                    | الین کراکر            |         |
| ۲۰۱۵ | مینیون‌ها                                 | مج نلسون              | صداپیشه |
| ۲۰۱۶ | تلولا                                    | مارگارت «مارگو» مونی  |         |
| ۲۰۱۶ | در جستجوی دوری                           | پبچ                   | صداپیشه |
| ۲۰۱۶ | خانه دوشیزه پرگرین برای بچه‌های عجیب      | دکتر نانسی            |         |
| ۲۰۱۶ | دختری در قطار                            | کارآگاه رایلی         |         |
| ۲۰۱۷ | اتفاقی از نسبت‌های یادبود                 | نیکولز                |         |
| ۲۰۱۷ | سگ‌های خورشید                             | رز چیپلی              |         |
| ۲۰۱۷ | من تونیا هستم                            | لاونا گلدن            |         |
| ۲۰۱۹ | سرباز صفر                                | خانم مسی              |         |
| ۲۰۱۹ | ما                                       | دکتر بروکس            |         |
| ۲۰۱۹ | آموزش بد                                 | پاملا «پم» گلاکین     |         |
| ۲۰۱۹ | خانواده آدامز                            | مارگاوکس نیدلر        | صداپیشه |
| ۲۰۱۹ | بامشل                                    | سوزان استریچ          |         |
| ۲۰۲۱ | سوزان تنبل                               | ولوت سونسون           |         |
| ۲۰۲۱ | اخبار فوری در شهرستان یوبا               | سو                    |         |
| ۲۰۲۲ | به لزلی                                  | نانسی                 |         |
| ۲۰۲۲ | لو                                       | لو                    |         |
| ۲۰۲۲ | افرادی که در مراسم عروسی از آنها متنفریم | دونا                  |         |
| ۲۰۲۳ | آفریننده                                 | کلنل هاول             |         |
| ۲۰۲۵ | یک لطف ساده دیگر                         | خاله لیندا مک لندن    |         |

### تلویزیون
| سال       | عنوان              | نقش            | یادداشت                                                      |
| --------- | ------------------ | -------------- | ------------------------------------------------------------ |
| ۱۹۹۲      | نظم و قانون        | نورا           | قسمت: «جوگیر»                                                |
| ۱۹۹۵–۱۹۹۳ | نور هدایت          | جینجر          | ۲ قسمت                                                       |
| ۱۹۹۴      | نظم و قانون        | آن مدسون       | قسمت: «دوستان قدیمی»                                         |
| ۱۹۹۷      | ...اول، آسیب نرسان | دکتر ملانی     | فیلم تلویزیونی                                               |
| ۱۹۹۸      | دیوید و لیسا       | آلیکس          | فیلم تلویزیونی                                               |
| ۲۰۰۶–۱۹۹۹ | بال غربی           | جی. سی. کرگ    | نقش اصلی؛ ۱۴۵ قسمت                                           |
| ۲۰۰۲–۲۰۰۱ | فریژر              | فیلیس / سوزانا | ۲ قسمت                                                       |
| ۲۰۰۳      | پادشاه تپه         | لورا           | قسمت: «ژاکت تمام فلزی»                                       |
| ۲۰۰۵      | علف                | خانم گرینشتاین | قسمت: «بیداری لود»                                           |
| ۲۰۰۷      | دو نفر و نصفی      | بورلی          | قسمت: «استاکرهای لعنتی من»                                   |
| ۲۰۱۳–۲۰۰۸ | فینیس و فرب        | شارلین         | صداپیشه؛ ۹ قسمت                                              |
| ۲۰۱۵–۲۰۱۰ | فمیلی گای          | صداهای مختلف   | صداپیشه                                                      |
| ۲۰۱۰      | لاست               | «مادر»         | قسمت: «آن سوی دریا»                                          |
| ۲۰۱۲      | مرغ ربات           | گرمی گومی/ زن  | صداپیشه؛ قسمت: «محاصره در تخت توسط عزیزان»                   |
| ۲۰۱۳      | معاون رئیس جمهور   | جنت            | قسمت: «اولین بازخورد»                                        |
| ۲۰۱۵–۲۰۱۳ | کارشناسان سکس      | مارگارت اسکالی | ۹ قسمت                                                       |
| ۲۰۲۱–۲۰۱۳ | مام                | بانی پلانکت    | نقش اصلی؛ ۱۷۰ قسمت                                           |
| ۲۰۱۶      | سیمپسون‌ها          | جولیا          | صداپیشه؛ قسمت: «دوستان و خانواده»                            |
| ۲۰۱۶      | کمدی بنگ! بنگ!     | خودش           | قسمت: «آلیسون جانی پیراهن وسترن شامبری و چکمه‌های جیر می‌پوشد» |
| ۲۰۱۸–۲۰۱۷ | خ مثل خانواده      | هنریتا         | صداپیشه؛ ۵ قسمت                                              |
| ۲۰۱۷      | بابای آمریکایی!    | جسیکا          | صداپیشه؛ قسمت: «نقشه خانواده»                                |
| ۲۰۲۰–۲۰۱۸ | داک‌تالس            | گلدی اوگیلت    | صداپیشه؛ ۵ قسمت                                              |
| ۲۰۱۹      | روش کامینسکی       | خودش           | قسمت: «فصل ۱۶‌. یک تتان می‌رسد»                                |

## جوایز و نامزدی‌ها
| سال  | کار             | جایزۀ                     | دسته‌بندی                                                         | نتیجه    |
| ---- | --------------- | ------------------------- | ---------------------------------------------------------------- | -------- |
| ۲۰۱۸ | من تونیا هستم   | اسکار                     | بهترین بازیگر نقش مکمل زن                                        | پیروز    |
| ۲۰۱۸ | من تونیا هستم   | بفتا                      | بهترین بازیگر نقش مکمل زن                                        | پیروز    |
| ۲۰۰۰ | بال غربی        | امی                       | بهترین بازیگر نقش مکمل زن در مجموعۀ تلویزیونی درام               | پیروز    |
| ۲۰۰۱ | بال غربی        | امی                       | بهترین بازیگر نقش مکمل زن در مجموعۀ تلویزیونی درام               | پیروز    |
| ۲۰۰۲ | بال غربی        | امی                       | بهترین بازیگر نقش اول زن در مجموعه تلویزیونی درام                | پیروز    |
| ۲۰۰۳ | بال غربی        | امی                       | بهترین بازیگر نقش اول زن در مجموعه تلویزیونی درام                | نامزدشده |
| ۲۰۰۴ | بال غربی        | امی                       | بهترین بازیگر نقش اول زن در مجموعه تلویزیونی درام                | پیروز    |
| ۲۰۰۶ | بال غربی        | امی                       | بهترین بازیگر نقش اول زن در مجموعه تلویزیونی درام                | نامزدشده |
| ۲۰۱۴ | مام             | امی                       | بهترین بازیگر مکمل زن در مجموعه تلویزیونی کمدی                   | پیروز    |
| ۲۰۱۴ | کارشناسان سکس   | امی                       | بهترین بازیگر مهمان زن در مجموعه تلویزیونی درام                  | پیروز    |
| ۲۰۱۵ | مام             | امی                       | بهترین بازیگر مکمل زن در مجموعه تلویزیونی کمدی                   | پیروز    |
| ۲۰۱۵ | کارشناسان سکس   | امی                       | بهترین بازیگر مهمان زن در مجموعه تلویزیونی درام                  | نامزدشده |
| ۲۰۱۶ | مام             | امی                       | بهترین بازیگر مکمل زن در مجموعه تلویزیونی کمدی                   | نامزدشده |
| ۲۰۱۶ | کارشناسان سکس   | امی                       | بهترین بازیگر زن مهمان در مجموعهتلویزیونی درام                   | نامزدشده |
| ۲۰۱۷ | مام             | امی                       | بهترین بازیگر نقش اول زن در مجموعه تلویزیونی کمدی                | نامزدشده |
| ۲۰۱۸ | مام             | امی                       | بهترین بازیگر نقش اول زن در مجموعه تلویزیونی کمدی                | نامزدشده |
| ۲۰۲۱ | مام             | امی                       | بهترین بازیگر نقش اول زن در مجموعه تلویزیونی کمدی                | نامزدشده |
| ۲۰۰۱ | بال غربی        | گلدن گلوب                 | بهترین بازیگر نقش مکمل زن – سریال، سریال کوتاه یا فیلم تلویزیونی | نامزدشده |
| ۲۰۰۲ | بال غربی        | گلدن گلوب                 | بهترین بازیگر نقش مکمل زن – سریال، سریال کوتاه یا فیلم تلویزیونی | نامزدشده |
| ۲۰۰۳ | بال غربی        | گلدن گلوب                 | بهترین بازیگر زن – مجموعه تلویزیونی درام                         | نامزدشده |
| ۲۰۰۴ | بال غربی        | گلدن گلوب                 | بهترین بازیگر زن – مجموعه تلویزیونی درام                         | نامزدشده |
| ۲۰۱۵ | مام             | گلدن گلوب                 | بهترین بازیگر نقش مکمل زن – سریال، سریال کوتاه یا فیلم تلویزیونی | نامزدشده |
| ۲۰۱۷ | من تونیا هستم   | گلدن گلوب                 | بهترین بازیگر نقش مکمل زن                                        | پیروز    |
| ۱۹۹۸ | چشم‌اندازی از پل | تونی                      | بهترین بازیگر زن در یک نمایشنامه                                 | نامزدشده |
| ۲۰۰۹ | ۹ تا ۵          | تونی                      | بهترین بازیگر زن موزیکال                                         | نامزدشده |
| ۲۰۰۰ | زیبای آمریکایی  | جایزه انجمن بازیگران فیلم | گروه بازیگران برجسته در یک فیلم سینمایی                          | پیروز    |
| ۲۰۰۲ | بال غربی        | جایزه انجمن بازیگران فیلم | بهترین بازیگر زن در مجموعه تلویزیونی درام                        | پیروز    |
| ۲۰۰۲ | بال غربی        | جایزه انجمن بازیگران فیلم | بهترین اجرای گروه بازیگران در مجموعه درام                        | پیروز    |
| ۲۰۰۳ | بال غربی        | جایزه انجمن بازیگران فیلم | بهترین بازیگر زن در مجموعه تلویزیونی درام                        | پیروز    |
| ۲۰۰۳ | بال غربی        | جایزه انجمن بازیگران فیلم | بهترین اجرای گروه بازیگران در مجموعه درام                        | پیروز    |
| ۲۰۰۳ | ساعت‌ها          | جایزه انجمن بازیگران فیلم | گروه بازیگران برجسته در یک فیلم سینمایی                          | نامزدشده |
| ۲۰۰۴ | بال غربی        | جایزه انجمن بازیگران فیلم | بهترین بازیگر زن در مجموعه تلویزیونی درام                        | نامزدشده |
| ۲۰۰۴ | بال غربی        | جایزه انجمن بازیگران فیلم | بهترین اجرای گروه بازیگران در مجموعه درام                        | نامزدشده |
| ۲۰۰۵ | بال غربی        | جایزه انجمن بازیگران فیلم | بهترین بازیگر زن در مجموعه تلویزیونی درام                        | نامزدشده |
| ۲۰۰۵ | بال غربی        | جایزه انجمن بازیگران فیلم | بهترین اجرای گروه بازیگران در مجموعه درام                        | نامزدشده |
| ۲۰۰۶ | بال غربی        | جایزه انجمن بازیگران فیلم | بهترین بازیگر زن در مجموعه تلویزیونی درام                        | نامزدشده |
| ۲۰۰۶ | بال غربی        | جایزه انجمن بازیگران فیلم | بهترین اجرای گروه بازیگران در مجموعه درام                        | نامزدشده |
| ۲۰۰۷ | بال غربی        | جایزه انجمن بازیگران فیلم | بهترین اجرای گروه بازیگران در مجموعه درام                        | نامزدشده |
| ۲۰۰۸ | اسپری مو        | جایزه انجمن بازیگران فیلم | گروه بازیگران برجسته در یک فیلم سینمایی                          | نامزدشده |
| ۲۰۱۲ | خدمتکاران       | جایزه انجمن بازیگران فیلم | گروه بازیگران برجسته در یک فیلم سینمایی                          | پیروز    |
| ۲۰۱۸ | من تونیا هستم   | جایزه انجمن بازیگران فیلم | بهترین بازیگر مکمل زن در یک فیلم سینمایی                         | پیروز    |
| ۲۰۲۰ | بامشل           | جایزه انجمن بازیگران فیلم | گروه بازیگران برجسته در یک فیلم سینمایی                          | نامزدشده |